# Finsk näckros
Finsk näckros (Nymphaea tetragona) är en art i familjen näckrosväxter som förekommer i Finland och österut till Asien, samt i Kanada. Arten odlas ibland som trädgårdssväxt i Sverige. I Nordamerika förväxlas finsk näckros ofta med den närstående arten amerikansk dvärgnäckros (N.leibergii).[källa behövs]

## Varieteter
- var. tetragona - har tydligt fyrkantigt infästning mellan foderbladen och blomfästet. Blomman centrum är vanligen gulorange med purpur inslag.
- var. angusta - har otydligt fyrkantigt fäste och rent gult centrum. Varieteten förekommer i varmtempererade och tropiska områden i Kina, Vietnam och Japan.

## Synonymer
- var. tetragona

Castalia crassifolia Hand.-Mazz.
Castalia tetragona (Georgi) G. Lawson
Leuconymphaea tetragona (Georgi) Kuntze
Nymphaea crassifolia (Hand.-Mazz.) Nakai
Nymphaea esquirolii H. Léveillé & Vaniot
Nymphaea fennica Mela
Nymphaea tetragona var. crassifolia (Hand.-Mazz.) Y. C. Chu
Nymphaea tetragona var. himalayense F. Henkel et al.
Nymphaea tetragona subvar. indica Casp.
Nymphaea tetragona var. indica (Casp.) F. Henkel et al.
Nymphaea tetragona var. lata Casp.
Nymphaea tetragona var. wenzelii (Maack) F. Henkel et al.
Nymphaea wenzelii Maack
var. angusta Caspary
- Castalia pygmaea Salisbury
- Nymphaea pygmaea (Salisbury) W. T. Aiton